# August Mühling
Heinrich Leberecht August Mühling, född den 26 september 1786 i Raguhn, död den 3 februari 1847 i Magdeburg, var en tysk tonsättare. 
Mühling, som erhöll sin musikaliska uppfostran i Thomasskolan i Leipzig under Hiller och Müller, var musikdirektör och organist i Magdeburg. Han komponerade oratorier, symfonier, ouvertyrer, stråkkvartetter, violin- och flöjtduetter, piano- och orgelstycken, motetter, sånger med mera. 